# Église Notre-Dame-de-l'Assomption de Cavagnac
L'église Notre-Dame-de-l'Assomption est une église catholique située dans le département du Lot, à Cavagnac, en France.

## Historique
Plusieurs chartes du cartulaire de l'abbaye de Beaulieu permettent de savoir qu'une église dédiée à la Vierge existait à Cavagnac depuis le IXe siècle.
L'abside et la nef de l'église datent du XIIe siècle et sont presque conservées dans leur intégralité. 
Les deux chapelles latérales formant transept ne semblent pas antérieures à la fin du XVe siècle. Le décor de la litre funéraire permet de la situer au XVIIIe siècle. 
La voûte de la première travée de la nef s'est effondrée en 1704. Le portail occidental porte la date 1779.
L'édifice est classé au titre des monuments historiques le 16 mars 1976.

## Description
L'église est en croix latine avec une nef à un seul vaisseau de deux travées et se terminant par une abside voûtée en cul-de-four et couverte de lauzes. 
La première travée est plafonnée et la seconde est couverte d'une voûte en berceau brisé avec doubleaux retombant sur des colonnes engagées surmontées de chapiteaux sculptés. Un clocher à deux étages, percé de fenêtres en plein cintre surmonte cette travée. Les quatre chapiteaux romans sont sculptés de motifs végétaux et géométriques. Sur un de ces chapiteaux, deux personnages ont été sculptés parmi les branches.
Les deux chapelles ajoutées au nord et au sud de cette seconde travée sont voûtées d'ogives.